# Quando sorridi
Quando sorridi è un singolo del cantautore italiano Neffa, pubblicato il 24 maggio 2013 come secondo estratto dal settimo album in studio Molto calmo.

## Video musicale
Il videoclip, diretto da Fabio Jansen, è stato pubblicato il 10 giugno e mostra Neffa cantare il brano all'interno di un pulmino spinto da una bambina e che ospita un gruppo di persone.

## Tracce
1. Quando sorridi – 3:31

## Classifiche
| Classifica (2013) | Posizione massima |
| ----------------- | ----------------- |
| Italia            | 19                |